# Баба Драгиња
Баба Драгиња је измишљени лик Николе Масала из позоришне представе „Кавијар од празилука“, која је премијерно изведена 28.04.2024. године у Академији 28.